# Westhouse-Marmoutier
Westhouse-Marmoutier é uma comuna francesa na região administrativa de Grande Leste, no departamento Baixo Reno. Estende-se por uma área de 3,98 km². Em 2010 a comuna tinha 327 habitantes (densidade: 82,2 hab./km²).